# Dixonius
Dixonius es un género de geckos de la familia Gekkonidae. Sus especies se distribuyen por el sudeste asiático.

## Especies
Se reconocen las siguientes doce especies:
- Dixonius aaronbaueri Ngo & Ziegler, 2009.
- Dixonius chotjuckdikuli Donbundit, Sumontha, Suthanthangjai, Suthanthangjai & Pauwels, 2024[3]
- Dixonius fulbrighti Luu, Grismer, Hoang, Murdoch & Grismer, 2023.[4]
- Dixonius gialaiensis Luu, Nguyen, Le, Grismer, Ha, Sitthivong, Hoang & Grismer, 2023.[5]
- Dixonius hangseesom Bauer, Sumontha, Grossmann, Pauwels & Vogel, 2004.
- Dixonius hinchangsi O. S. G. Pauwels, Das, Kunya, Sumontha, Donbundit, T. P. C. Pauwels, Sonet, Brecko & Meesook, 2025[6]
- Dixonius melanostictus (Taylor, 1962).
- Dixonius muangfuangensis Luu, Nguyen, Le, Grismer, Ha, Sitthivong, Hoang & Grismer, 2023.[5]
- Dixonius noctivagus L. L. Grismer, Sinovas, Quah, Thi, Chourn, Chhin, Hun, Cobos, Ching, Murdoch, Gregory, Nguyen, Hernandez, Kaatz & J. L. Grismer, 2025[7]
- Dixonius siamensis (Boulenger, 1899).
- Dixonius taoi Botov, Phung, Nguyen, Bauer, Brennan & Ziegler, 2015.
- Dixonius vietnamensis Das, 2004.